# Dieudonné Nzapalainga
Dieudonné Nzapalainga C.S.Sp (sinh 1967) là một Hồng y người Cộng hòa Trung Phi của Giáo hội Công giáo Rôma. Ông hiện đảm nhiệm vai trò Tổng giám mục đô thành Tổng giáo phận Bangui và Chủ tịch Hội đồng Giám mục Cộng hòa Trung Phi. Trước khi trở thành Tổng giám mục, ông là linh mục Giám quản Tông Tòa Tổng giáo phận Bangui trong ba năm.
Với việc chọn Tổng giám mục Dieudonné Nzapalainga làm Hồng y năm 2016, ông trở thành Hồng y tiên khởi của Cộng hòa Trung Phi, hồng y trẻ nhất Hồng y Đoàn vào thời điểm đó

## Thân thế và tu tập
Hồng y Dieudonné Nzapalainga sinh ngày 14 tháng 3 năm 1967, tại Mbomou, thuộc Giáo phận Bangassou, thuộc Cộng hòa Trung Phi. Ngày 8 tháng 9 năm 1993, chàng thành niên trẻ tuổ Nzapalainga gia nhập dòng Chúa Thánh Thần, có tên gọi đầy đủ là Congregation of the Holy Spirit, kí hiệu viết tắt là "C.S.Sp.".

## Thời kì linh mục
Bốn năm sau đó, ngày 6 tháng 9 năm 1997, ông chính thức khấn trọn vào dòng này và đến ngày 9 tháng 8 năm 1998, ông được truyền chức linh mục. Nghi thức truyền chức được cử hành bởi Giám mục Antoine Marie Maanicus, C.S.Sp., Giám mục chính tòa Giáo phận Bangassou.
Ngày 26 tháng 5 năm 2009, Tòa Thánh chọn linh mục Dieudonné Nzapalainga, 42 tuổi, làm Giám quản Tông Tòa Tổng giáo phận Bangui.

## Tổng giám mục, thăng Hồng y
Gần ba năm sau khi được chọn làm Giám quản, ngày 14 tháng 5 năm 2012, Tòa Thánh loan báo về quyết định của Giáo hoàng về việc đã quyết định tuyển chọn linh mục Dieudonné Nzapalainga vào hàng ngũ các Giám mục của Giáo hội Công giáo Rôma, với vị trí được trao phó là Tổng giám mục đô thành Tổng giáo phận Bangui. Lễ tấn phong cho vị Tân Tổng giám mục được cử hành sau đó vào ngày 22 tháng 7 cùng năm, với phần nghi thức truyền chức được cử hành cách trọng thể bởi ba giáo sĩ cấp cao: Chủ phong cho vị Tân chức là Hồng y Fernando Filoni, Tổng trưởng Thánh bộ Loan báo Phúc Âm cho các Dân tộc (Thánh bộ Truyền giáo). Hai vị còn lại, với vai trò phụ phong là Tổng giám mục Jude Thaddeus Okolo, Sứ thần Tòa Thánh tại Cộng hòa Trung Phi và Giám mục Edouard Mathos, giám mục chính tòa Giáo phận Bambari. Thánh lễ tấn phong được cử hành tại Thánh đường Notre-Dame de l’Immaculée Conception, tọa lạc tại Bangui, thuộc Tổng giáo phận Bangui. Tân giám mục chọn cho mình khẩu hiệu:Ad imaginem Dei creavit illum. Sau khi được tấn phong, ngày 29 tháng 7 sau đó, ông chính thức cử hành các nghi thức nhận chức vụ Tổng giám mục Bangui.
Cộng hòa Trung Phi lâm tình trạng nội chiến, Tổng giám mục Dieudonné Nzapalainga cùng hai người khác là Nicolas Guerekoyame-Gbangou, Chủ tịch của Liên minh Phúc âm và Imam Oumar Kobine Layama, chủ tịch Hội đồng Hồi giáo đã có chuyến công du tại thủ đô tại các quốc gia Tây phương, tiếp xúc Tổng Thư kí Liên Hợp Quốc Ban Ki-moon tại New York và kể cả Giáo hoàng Phanxicô tại Roma. Tất cả ba người đã được xem là những vị thánh bởi các hoạt động tổ chức nhiều buổi cầu nguyện, gặp gỡ luân phiên giữa nhà thờ Công giáo, nhà thờ Hồi giáo lớn ở Bangui và nhà thờ Tin Lành. Họ cũng quảng bá cho "các trường học hòa bình", nơi con cái của tất cả các tôn giáo khác nhau có thể nghiên cứu, và trung tâm chăm sóc sức khoẻ hỗn hợp dành cho tất cả mọi người, bất kể nền tảng tôn giáo hay dân tộc.
Tổng giám mục Nzapalainga tham dự chuyến hành hương Ad Limina vào tháng 5 năm 2015. Không lâu sau đó, qua công nghị Hồng y 2016 cử hành ngày 19 tháng 11, Giáo hoàng Phanxicô vinh thăng Tổng giám mục Dieudonné Nzapalainga tước vị Hồng y, với phẩm trật Hồng y đẳng Linh mục Nhà thờ Sant’Andrea della Valle. Ngày 18 tháng 12 cùng năm, Tân Hồng y đã đến nhận nhà thờ hiệu tòa của mình.

## Tông truyền
Hồng y Dieudonné Nzapalainga được tấn phong giám mục năm 2012, dưới thời Giáo hoàng Biển Đức XVI, bởi:
- Chủ phong: Hồng y Fernando Filoni, Tổng trưởng Thánh bộ Loan báo Phúc Âm cho các Dân tộc (Thánh bộ Truyền giáo).
- Hai vị phụ phong: Tổng giám mục Jude Thaddeus Okolo, Sứ thần Tòa Thánh tại Cộng hòa Trung Phi và Giám mục Edouard Mathos, giám mục chính tòa Giáo phận Bambari.

Hồng y Dieudonné Nzapalainga đóng vai trò Chủ phong truyền chức cho các giám mục:
- Năm 2014, giám mục Zbigniew Tadeusz Kusy, O.F.M., hiện đang là Giám mục chính tòa Giáo phận Kaga-Bandoro.
- Năm 2017, giám mục Bertrand Guy Richard Appora-Ngalanibé, O.P., hiện đang là Giám mục chính tòa Giáo phận Bambari.
- Năm 2017, giám mục Jesús Ruiz Molina, M.C.C.I., hiện đang là Giám mục phụ tá Giáo phận Bangassou.
- Năm 2018, giám mục Mirosław Gucwa hiện đang là Giám mục chính tòa Giáo phận Bouar.